# Lettuce Midorikawa
Lettuce Midorikawa (碧川 れたす Midorikawa Retasu?) es un personaje de ficción del manga y anime Tokyo Mew Mew. Lettuce es conocida como Bridget Verdant en Mew Mew Power. Ella es la única Mew Mew cuyo nombre en Mew Mew Power sigue siendo referente a su color de signatura, ya que su apellido, "Verdant", significa "Verde".
Lettuce es el tercer miembro del equipo Mew Mew en ser descubierto por Mew Ichigo. Sus poderes están asociados con el agua.

## Historia

### Tokyo Mew Mew
Lettuce es introducida poco después de Mint Aizawa. Ichigo Momomiya encuentra a Lettuce en el museo, donde está siendo intimidada por tres niñas que van a la Preparatoria Junior Okumura Daifuzoku, que le gritan, porque ella les trajo café caliente cuando estaba haciendo calor afuera, a pesar de que dijeron que querían un café caliente, lo que significa que posiblemente sólo lo hicieron para ser malas con ella. Ichigo corre a ayudarla, pero Pudding Fong llega a las chicas primero molestándolas por ser muy acrobática, y saliendo corriendo. Ellas se enojan y una de las chicas está a punto de tirar el café caliente a Pudding, pero Zakuro Fujiwara detiene a la chica mediante al poner su brazo en una posición bastante dolorosa. Al ver esto las otras chicas dejan intimidar a Lettuce y se van, con Lettuce siguiéndolas. Lettuce le afirma a Ichigo que ella tendrá que disculparse con ellas más tarde, pero ella pregunta por qué, e Ichigo no vuelve a ver a Lettuce hasta algún tiempo después del terremoto. 
Más tarde, las mismas tres chicas están sentadas en el Café Mew Mew, hablando de un misterioso fantasma que embruja la piscina. Ellas tratan de persuadir a la Lettuce para que vaya a averiguar lo que es, muy probablemente para asustarla, y se ríen por eso. A medida que aumenta su agresividad, Ichigo corre hacia allá con algunos parfait de fresa y los tira a propósito, tirando la comida sobre la cara de una de las muchachas. Todos ellas se enojan, pero Keiichiro Akasaka aparece y escolta a las chicas al baño para que se laven e Ichigo se presenta a Lettuce, que dice que sólo pasa el tiempo con ellas porque ella quiere ser su amiga. Lettuce dice que las chicas pueden tener problemas en su vida entonces se desquitan con ella. Las tres chicas vuelven a aparecer y Lettuce se va del Café. 
Más tarde esa noche, Mint arrastra a Ichigo, quien, según parece, le tiene pánico a los fantasmas, a la escuela de Lettuce por la noche para ver si la misteriosa criatura es un Chimera Anima, pero resulta ser Lettuce, que se transforma en Mew Lettuce y las ataca. Ichigo está a punto de pelear cuando se da cuenta de que Lettuce está llorando. Ichigo se enfrenta a Lettuce, diciendo que ella está luchando sólo porque tiene miedo. Lettuce admite que lo está y grita que ella nunca podrá tener amigos. 
Mint consuela a Lettuce, pero Ichigo le dice que no puede dejar que se vaya sin un castigo por lastimar a la gente, y finge que va a atacar Lettuce, pero Ichigo en realidad le hace cosquillas y después la abraza mientras cae a la piscina.

### Tokyo Mew Mew à La Mode
Mientras Ichigo se encuentra en Londres con Masaya, el resto de las Mew Mews se quedan para luchar contra los Chimera Animas. Mint está furiosa de que ella y el resto de las Mew Mews están más ocupadas derrotando Chimera Animas desde que Ichigo se fue. Todas Mew Mews están de acuerdo, pero ellas no están tan enojadas, como Mint.
Lettuce es una de las Mew Mews que conocen a Berry Shirayuki en su forma Mew Mew. Cuando Ichigo regresa, ella y el resto de las Mew Mews se transfieren a la escuela de Berry para que todo el grupo pueda estar juntos si un enemigo aparece.
Más tarde, los Cruzados de Santa Rosa le lavan el cerebro a la gente para hacerles creer que Berry era una Mew Mew malvada, arruinando Tokyo Mew Mew. Sin embargo, Lettuce y las demás permanecen a su lado. Sin embargo, su enemigo se vuelve bueno y la gente ya no tiene el cerebro lavado.

### Anime
Lettuce aparece en el episodio tres ("La Historia del Fantasma de la Escuela - ¡Descubriendo la Verdadera Identidad del Fantasma ~ Nya!").
LLegando tarde a la escuela, Ichigo choca con Lettuce, literalmente. Un clip de demostración de un modelo de automóvil estrellándose contra un muro y un muñeco de prueba siendo empujado por una bolsa de aire demuestra la forma en que se estrellaron, añadido por alivio cómico para algunos. Las dos se caen y Lettuce le pide disculpas. Ichigo nota que ella lleva cuatro mochilas y se pregunta por qué, cuando tres chicas aparecen y le dicen a Lettuce que se de prisa. Lettuce se disculpa una vez más y sale corriendo. 
Más tarde, las cuatro chicas están sentadas en el Café Mew Mew, hablando de un misterioso fantasma que embruja la piscina de su escuela. Ellas tratan de persuadir a Lettuce de ir y averiguar qué es. A medida que aumenta su agresividad, Ichigo corre haci allá con "parfaits de ketchup y mayonesa" y su mano tiene un "desliz", derramando la comida en las caras de las tres chicas. Las chicas tratan de atacarla, pero ella la esquiva y las tres chicas chocan contra una tabla. Keiichiro aparece y les pide perdón a las chicas por la torpeza de Ichigo. Encantadas, las chics van con él, como Keiichiro escolta a las chicas al baño para lavarse e Ichigo se presenta a Lettuce, que dice que sólo pasa el tiempo con ellas porque ella quiere ser su amiga. Ella cree que es víctima de burlas debido a que piensa que siempre hace algo que molesta a las tres chicas. Las tres chicas aparecen y Lettuce se va del Café. 
Más tarde esa noche, Mint arrastra a Ichigo (que, como resulta ser, le tiene pánico a los fantasmas) a la escuela de Lettuce por la noche para ver si la misteriosa criatura es un Chimera Anima, pero resulta ser Mew Lettuce, quien los ataca. Ichigo está a punto de pelear cuando se da cuenta de que Lettuce está llorando. Ichigo se enfrenta a Lettuce, diciendo que ella está luchando sólo porque tiene miedo. Lettuce admite que lo está y grita que ella nunca podrá tener amigos porque tiene "este cuerpo" y que ella es extraña. Mint consuela a Lettuce, pero Ichigo que no puede dejar que gente se vaya sin un castigo, y pretende atacar a Lettuce con su Listón "Cárcel" de Fresa, pero ella le dice a Lettuce que fue para deshacerse de su "rareza". Ichigo abraza a Lettuce y caen en la piscina.

### Mew Mew Power
En Mew Mew Power, Bridget es mandada por tres chicas populares llamadas "Las 3 Beckys" y descarga su ira por la noche en la escuela. Sin embargo, Zoey y Corina hacen amistad con ella y deja de andar con las tres chicas. También demuestra ser inteligente, mientras que Lettuce no menciona ser especialmente lista. Una vez Zoey menciona que Bridget tiene una camiseta que dice: "Yo + Matemáticas = Amor". Esto significa que Bridget es excepcionalmente buena en Matemáticas o solo le interesan.
La primera parte de su transformación también fue cortada, ya que se muestra desnudez durante la mayoría de la secuencia. Sin embargo, 4Kids nunca le da una transformación específica, a diferencia de las otras Mew Mews, y ella solo aparece en transformaciones de grupo. Ellas son muy inconsistentes en lo que hacen y a veces ella gira dos veces. En la versión Japonesa, ella gira solo una vez.

## Personalidad
Lettuce es una chica inteligente, tímida, y torpe que es muy cortés. Ella viene de una familia positiva y siempre habla formalmente. Siempre tiene un momento difícil al abrirse, pero es muy dulce y amable. No cree en pelear, pero lo hace si tiene que hacerlo. También siempre hace lo que cree que es lo correcto, pero es fácilmente influenciada por las personas. Lettuce tiene fuertes valores morales, pero no le gusta imponerse ante las personas porque es muy tímida. En el Café Mew Mew, Lettuce siempre intenta hacer lo mejor que pueda, a pesar de que su torpeza cause que rompa algunos platos. Tiene una muy buena relación con Pudding en el anime, y la ve como una hermana menor.

## Familia
Una pequeña familia conocida como la familia de Lettuce, ya que no parece en el manga, y solo aparece en el episodio 34 del anime. Todos en su familia (excepto su padre) tienen cabello verde, usan anteojos, y su madre se parece mucho a ella.

## Romanización
En la versión Japonesa del manga, el nombre de Lettuce se escribe en katakana y en hiragana. Cuando ella está en su forma Mew Mew, su nombre se escribe en katakana, y cuando ella es "normal", su nombre se escribe en hiragana. Esto debe ser para que ella pueda esconder su identidad como Mew Lettuce, y por énfasis, ya que es común escribir palabras Japonesas en katakana. Debido a la diferencia de los sistemas de escritura, esto fue omitido en la versión en inglés y español del manga, ya que en los lenguagues de inglés y español solo hay un sistema de escritura. Por esto, los fanáticos quienes solo han visto la versión en inglés o español podrían encontrar extraño que nadie descubra su identidad.

## Armas y habilidades
Su ADN es fusionado con el de una Marsopa sin Aleta, aunque no puede nadar hasta que se convierte en una sirena con Aqua Mew (sus piernas se convierten en la cola de una marsopa). Después, aparentemente puede respirar bajo el agua y nada mejor. En el manga, en cambio, ella se convierte en sirena cuando emerge del agua mientras se transforma. Al principio, sus poderes son aumentados por la furia, pero después de conocer a Ichigo y Mint ellos son calmados. Sus poderes se enfocan en el agua.

### Tokyo Mew Mew
- Arma: Castañuelas de Lettuce
- Ataque: Ribbon Lettuce Gust

- Arma (solo en el manga): Bastón de Agua Mew
- Ataque (solo en el manga): Ribbon Aqua Dust

- Arma: Castañuelas de Lettuce
- Ataque (solo en el manga): Extensión de Poder Mew

Este solo es usado en el volumen siete con Mint, Pudding, y Zakuro para darle tiempo a Ichigo en la batalla contra Deep Blue.

### Mew Mew Power
- Arma: Castañuelas de Combate
- Ataques: El nombre de su ataque es constantemente cambiado. Algunos ejemplos incluyen: Oleaje de Mar Profundo al Ataque, Ola de Maremoto al Ataque, y Oleaje del Mar al Ataque.

## Canciones características
Lettuce tiene dos canciones características cantadas por Kumi Sakuma, la actriz de voz de Lettuce:
- Yo Veo el Mar - Tocada en el episodio 16
- Aunque este Sola - Tocada en el episodio 34

## Curiosidades
- Lettuce aparece de espaldas en un restaurante en el episodio 88 de Naruto

- Datos: Q9141809